# Bethel (Alaska)
Bethel es una ciudad situada en el área censal de Bethel en el estado estadounidense de Alaska. Según el censo de 2015 tenía una población de 6388 habitantes. Accesible solo por vía aérea y fluvial, Bethel es el principal puerto sobre el río Kuskokwim y es un centro administrativo y de transporte para los 56 pueblos en el Delta del Yukon-Kuskokwim .

## Clima
Bethel tiene un clima subártico (según la clasificación climática de Köppen Dfc), con inviernos largos, muy fríos y con regulares nevadas, y veranos cortos y frescos. Las temperaturas promedio diarias oscilan entre -24 °C en enero a 12 °C en julio, con una media anual de -2 °C. Suele haber en promedio unos 11 días cálidos en los meses de verano (por encima de 18 °C). Las precipitaciones son más frecuentes durante los meses de verano, un promedio de 411 mm por año. Las nevadas son más frecuentes en noviembre y diciembre que en enero y febrero, con un promedio de 114 cm por año. Las temperaturas extremas van desde -45 °C a 32 °C.
| Parámetros climáticos promedio de Bethel, Alaska          | Parámetros climáticos promedio de Bethel, Alaska | Parámetros climáticos promedio de Bethel, Alaska | Parámetros climáticos promedio de Bethel, Alaska | Parámetros climáticos promedio de Bethel, Alaska | Parámetros climáticos promedio de Bethel, Alaska | Parámetros climáticos promedio de Bethel, Alaska | Parámetros climáticos promedio de Bethel, Alaska | Parámetros climáticos promedio de Bethel, Alaska | Parámetros climáticos promedio de Bethel, Alaska | Parámetros climáticos promedio de Bethel, Alaska | Parámetros climáticos promedio de Bethel, Alaska | Parámetros climáticos promedio de Bethel, Alaska | Parámetros climáticos promedio de Bethel, Alaska |
| Mes                                                       | Ene.                                             | Feb.                                             | Mar.                                             | Abr.                                             | May.                                             | Jun.                                             | Jul.                                             | Ago.                                             | Sep.                                             | Oct.                                             | Nov.                                             | Dic.                                             | Anual                                            |
| --------------------------------------------------------- | ------------------------------------------------ | ------------------------------------------------ | ------------------------------------------------ | ------------------------------------------------ | ------------------------------------------------ | ------------------------------------------------ | ------------------------------------------------ | ------------------------------------------------ | ------------------------------------------------ | ------------------------------------------------ | ------------------------------------------------ | ------------------------------------------------ | ------------------------------------------------ |
| Temp. máx. abs. (°C)                                      | 9.4                                              | 10.6                                             | 11.7                                             | 17.2                                             | 26.7                                             | 32.2                                             | 32.2                                             | 30.6                                             | 24.4                                             | 18.3                                             | 15.6                                             | 9.4                                              | 32.2                                             |
| Temp. máx. media (°C)                                     | -10.9                                            | -10.1                                            | -5.7                                             | 0.7                                              | 9.7                                              | 15.2                                             | 17.3                                             | 15.4                                             | 10.9                                             | 1.8                                              | -4.9                                             | -9.1                                             | 2.6                                              |
| Temp. mín. media (°C)                                     | -17.4                                            | -17.1                                            | -13.8                                            | -7.6                                             | 0.6                                              | 6.3                                              | 9.3                                              | 8.6                                              | 3.9                                              | -4.1                                             | -11.3                                            | -16                                              | -4.8                                             |
| Temp. mín. abs. (°C)                                      | -44.4                                            | -40                                              | -41.1                                            | -35                                              | -20.6                                            | -2.2                                             | -1.1                                             | -2.2                                             | -7.8                                             | -21.1                                            | -35                                              | -42.2                                            | -44.4                                            |
| Precipitación total (mm)                                  | 15.7                                             | 13                                               | 17                                               | 16.5                                             | 21.6                                             | 40.6                                             | 51.6                                             | 76.7                                             | 58.7                                             | 36.3                                             | 34.8                                             | 28.4                                             | 411                                              |
| Nevadas (cm)                                              | 14.7                                             | 9.7                                              | 16.5                                             | 10.4                                             | 4.3                                              | 0.3                                              | 0                                                | 0                                                | 0.8                                              | 9.7                                              | 22.6                                             | 24.1                                             | 113                                              |
| Días de precipitaciones (≥ 0.01 in)                       | 8.7                                              | 5.8                                              | 8.6                                              | 8.9                                              | 11.0                                             | 13.2                                             | 15.1                                             | 18.3                                             | 17.2                                             | 12.7                                             | 11.8                                             | 11.0                                             | 142.3                                            |
| Días de nevadas (≥ 0.1 in)                                | 7.9                                              | 4.8                                              | 7.7                                              | 6.9                                              | 2.3                                              | .1                                               | 0                                                | 0                                                | .5                                               | 5.9                                              | 9.1                                              | 9.0                                              | 54.2                                             |
| Fuente: NOAA (normals, 1971−2000), Weather.com (extremes) |                                                  |                                                  |                                                  |                                                  |                                                  |                                                  |                                                  |                                                  |                                                  |                                                  |                                                  |                                                  |                                                  |

## Demografía
Según el censo de 2010, Bethel tenía una población en la que el 23,3% eran blancos, 0,9% afroamericanos, 65,0% amerindios, 2,5% asiáticos, 0,4% isleños del Pacífico, el 0,6% de otras razas, y el 7,3% pertenecían a dos o más razas. Del total de la población el 2,2% eran hispanos o latinos de cualquier raza.

## Localidades adyacentes
El siguiente diagrama muestra a las localidades más próximas a Bethel.